# Gianni Cerioni
Gianni Cerioni (Jesi, 7 novembre 1937 – Jesi, 3 settembre 2015) è stato un politico italiano.

## Biografia
Funzionario pubblico, ha ricoperto il ruolo di presidente dell'Azienda Mezzi Meccanici di Ancona.
Politicamente aderisce alla Democrazia Cristiana, con cui alle elezioni politiche del 1979 viene eletto alla Camera dei Deputati nella Circoscrizione Ancona-Pesaro-Macerata-Ascoli Piceno. A Montecitorio è membro della VII Commissione Difesa e della giunta delle elezioni. Conclude il proprio mandato parlamentare nel 1983.
Il suo nominativo era tra quelli compresi nella lista degli appartenenti alla P2, con tessera numero 843.
Sposato, ebbe due figli, Monica e Marco, quest'ultimo è stato calciatore professionista in Serie B e C.
Muore all'età di 77 anni, nel settembre 2015.